# Sean Couturier
Pour les articles homonymes, voir Couturier.
Sean Couturier (né le 7 décembre 1992 à Phoenix, dans l'État de l'Arizona aux États-Unis) est un joueur professionnel canadien de hockey sur glace. Il est le fils de Sylvain Couturier qui a été joueur professionnel de hockey.

## Biographie

### Son enfance
Né en Arizona, ensuite, il a passé quatre ans à Milwaukee au Wisconsin puis quatre ans à Berlin en Allemagne avant de revenir au Canada. Après une année au Québec, les Couturier déménagent à Bathurst au Nouveau-Brunswick. En 2005, sa famille revient au Québec dans la région de Saint-Jean-sur-Richelieu; il a 12 ans et mesure déjà 1 mètre 78 et pèse 73 kg. Hockey Québec lui refuse une dérogation pour jouer au niveau Bantam. Son père décide de retourner au Nouveau-Brunswick.

### Carrière en club
En 2005, il joue avec les Lightning de Chaleur de la New Brunswick Bantam AAA Hockey League où il remporte le championnat des marqueurs. En 2006, il débute dans la NB PEI Major Midget Hockey League avec les Rivermen de Miramichi. Il est nommé recrue de l'année. En 2007, il rejoint les Hounds de Notre Dame dans la Ligue de hockey midget AAA de la Saskatchewan. Avec ses coéquipiers Jaden Schwartz et Brandon Gormley, ils remportent le championnat de la ligue. Il est choisi au premier tour, en deuxième position par les Voltigeurs de Drummondville au cours de la séance de sélection LHJMQ 2008 après son coéquipier des Hounds de Notre Dame, Brandon Gormley. En 2008, il débute dans la Ligue de hockey junior majeur du Québec avec les Voltigeurs de Drummondville. L'équipe remporte la Coupe du président et participe à la Coupe Memorial en 2009. Il est sélectionné au sixième tour en 133e position lors du repêchage d'entrée dans la KHL 2011 par le Salavat Ioulaïev Oufa. Il est choisi au premier tour, en huitième position par les Flyers de Philadelphie au cours du Repêchage d'entrée dans la LNH 2011. Il est un des cinq joueurs du repêchage 2011 à obtenir un poste régulier avec une équipe de la LNH lors de la saison suivante (2011-2012). Il réalise son premier tour du chapeau dans la LNH le 13 avril 2012 durant les séries éliminatoires contre les Penguins de Pittsburgh.
Le 28 juillet 2015, il obtient une prolongation de contrat de six saisons. Cette nouvelle entente lui rapportera une somme totale de 26 millions de dollars.

### Carrière internationale
Il participe avec l'équipe Atlantique au Défi mondial des moins de 17 ans en 2008 à London en Ontario et en 2009 à Port Alberni, en Colombie-Britannique.
Il aide l’équipe canadienne des moins de 18 ans à remporter la médaille d’or au Tournoi commémoratif Ivan Hlinka en août 2009 à Piestany en Slovaquie et Breclav en République tchèque.
Il participe avec l'équipe LHJMQ à la Super Serie Subway en 2009 et 2010.
Il représente le Canada au Championnat du monde junior de hockey sur glace 2011.

## Statistiques

### En club
| Saison     | Équipe                      | Ligue      |     | Saison régulière | Saison régulière | Saison régulière | Saison régulière | Saison régulière |    | Séries éliminatoires | Séries éliminatoires | Séries éliminatoires | Séries éliminatoires | Séries éliminatoires |
| Saison     | Équipe                      | Ligue      | PJ  | B                | A                | Pts              | Pun              | PJ               | B  | A                    | Pts                  | Pun                  |                      |                      |
| 2005-2006  | Lightning de Chaleur        | NBBAAAHL   | 27  | 38               | 43               | 81               | 26               |                  |    |                      |                      |                      |                      |                      |
| 2006-2007  | Rivermen de Miramichi       | NBPEIMMHL  | 34  | 20               | 27               | 47               | 18               |                  |    |                      |                      |                      |                      |                      |
| 2007-2008  | Notre Dame Hounds           | LHMAAAS    | 40  | 19               | 37               | 56               | 32               | 10               | 3  | 8                    | 11                   | 10                   |                      |                      |
| 2008-2009  | Voltigeurs de Drummondville | LHJMQ      | 58  | 9                | 22               | 31               | 14               | 19               | 1  | 7                    | 8                    | 8                    |                      |                      |
| 2009-2010  | Voltigeurs de Drummondville | LHJMQ      | 68  | 41               | 55               | 96               | 47               | 14               | 10 | 8                    | 18                   | 18                   |                      |                      |
| 2010-2011  | Voltigeurs de Drummondville | LHJMQ      | 58  | 36               | 60               | 96               | 36               | 10               | 6  | 5                    | 11                   | 14                   |                      |                      |
| 2011-2012  | Flyers de Philadelphie      | LNH        | 77  | 13               | 14               | 27               | 14               | 11               | 3  | 1                    | 4                    | 2                    |                      |                      |
| 2012-2013  | Phantoms de l'Adirondack    | LAH        | 31  | 10               | 18               | 28               | 16               | -                | -  | -                    | -                    | -                    |                      |                      |
| 2012-2013  | Flyers de Philadelphie      | LNH        | 46  | 4                | 11               | 15               | 10               | -                | -  | -                    | -                    | -                    |                      |                      |
| 2013-2014  | Flyers de Philadelphie      | LNH        | 82  | 13               | 26               | 39               | 45               | 7                | 0  | 0                    | 0                    | 6                    |                      |                      |
| 2014-2015  | Flyers de Philadelphie      | LNH        | 82  | 15               | 22               | 37               | 28               | -                | -  | -                    | -                    | -                    |                      |                      |
| 2015-2016  | Flyers de Philadelphie      | LNH        | 63  | 11               | 28               | 39               | 30               | 1                | 0  | 0                    | 0                    | 0                    |                      |                      |
| 2016-2017  | Flyers de Philadelphie      | LNH        | 66  | 14               | 20               | 34               | 33               | -                | -  | -                    | -                    | -                    |                      |                      |
| 2017-2018  | Flyers de Philadelphie      | LNH        | 82  | 31               | 45               | 76               | 31               | 5                | 5  | 4                    | 9                    | 2                    |                      |                      |
| 2018-2019  | Flyers de Philadelphie      | LNH        | 80  | 33               | 43               | 76               | 34               | -                | -  | -                    | -                    | -                    |                      |                      |
| 2019-2020  | Flyers de Philadelphie      | LNH        | 69  | 22               | 37               | 59               | 30               | 15               | 2  | 7                    | 9                    | 16                   |                      |                      |
| 2020-2021  | Flyers de Philadelphie      | LNH        | 45  | 18               | 23               | 41               | 8                | -                | -  | -                    | -                    | -                    |                      |                      |
| 2021-2022  | Flyers de Philadelphie      | LNH        | 29  | 6                | 11               | 17               | 14               | -                | -  | -                    | -                    | -                    |                      |                      |
| 2023-2024  | Flyers de Philadelphie      | LNH        | 74  | 11               | 27               | 38               | 29               | -                | -  | -                    | -                    | -                    |                      |                      |
| Totaux LNH | Totaux LNH                  | Totaux LNH | 795 | 191              | 307              | 498              | 306              | 39               | 10 | 12                   | 22                   | 26                   |                      |                      |

### En équipe nationale
| Année | Équipe                | Compétition                      |    | PJ | B | A | Pts | Pun | +/-               |  | Résultat |
| 2008  | Canada Atlantique -17 | Défi mondial des moins de 17 ans | 5  | 0  | 1 | 1 | 2   |     | 8e place          |  |          |
| 2009  | Canada Atlantique -17 | Défi mondial des moins de 17 ans | 5  | 5  | 4 | 9 | 4   |     | 9e place          |  |          |
| 2011  | Canada junior         | Championnat du monde junior      | 7  | 2  | 1 | 3 | 0   | +6  | Médaille d'argent |  |          |
| 2015  | Canada                | Championnat du monde             | 10 | 3  | 4 | 7 | 2   | +13 | Médaille d'or     |  |          |
| 2016  | Amérique du Nord -24  | Coupe du monde                   | 3  | 0  | 0 | 0 | 0   | -2  | 5e place          |  |          |
| 2017  | Canada                | Championnat du monde             | 8  | 1  | 1 | 2 | 2   | 0   | Médaille d'argent |  |          |
| 2019  | Canada                | Championnat du monde             | 10 | 1  | 3 | 4 | 0   | +1  | Médaille d'argent |  |          |

## Trophées et honneurs personnels

### Ligue de hockey bantam AAA du Nouveau-Brunswick
- 2006 : remporte le championnat des marqueurs.

### Ligue de hockey midget majeur du Nouveau-Brunswick et Île-du-Prince-Édouard
- 2007 : remporte le titre de recrue de l'année.

### Ligue de hockey junior majeur du Québec
- 2010 : remporte le trophée Jean-Béliveau.
- 2010 : meilleur différentiel plus-moins.
- 2010 : nommé dans la deuxième équipe d'étoiles.
- 2011 : remporte le trophée Michel-Brière.
- 2011 : remporte le trophée Michael-Bossy.
- 2011 : nommé dans la première équipe d'étoiles.